# Giancarlo Marini
Giancarlo Marini (Roma, 16 settembre 1964) è un allenatore di calcio ed ex calciatore italiano, di ruolo centrocampista, tecnico della formazione Primavera del Frosinone.

## Biografia
Nasce il 16 settembre 1964 a Roma, nel quartiere periferico di Tor Bella Monaca. All'età di dieci anni inizia a giocare con la Lazio dove effettua tutta la trafila fino ad arrivare all'esordio con la stessa maglia.

## Carriera

### Giocatore

La Lazio Primavera del 1982-83. Marini è accosciato, quinto da sinistra

Ha disputato due campionati di Serie A nelle file della Lazio, collezionando 31 presenze complessive. Ha inoltre totalizzato 19 presenze e una rete in Serie B indossando le maglie di Lazio e Genoa, e conquistando proprio con la squadra biancoceleste la promozione in A nella stagione 1982-83.
Dopo l'esperienze iniziali in Serie A e Serie B, ha trascorso il resto della carriera agonistica in Serie C1 con le maglie del Campania-Puteolana, Catania, Empoli, Gubbio, Fano e divisioni inferiori.

### Allenatore
Inizia la carriera di allenatore nel settore giovanile della Lodigiani. Dopo una breve parentesi diventa allenatore in seconda della Reggiana in C1. 
Allena per due anni il Monterotondo in serie D arrivando a disputare i Play-off; passa ad  allenare il Guidonia sempre in serie D la sua ultima squadra da giocatore, e come vice nella Virtus Lanciano e nel Fondi. 
Nel 2010 si trasferisce a Parma come collaboratore tecnico dello staff degli emiliani, guidato da Pasquale Marino. Esonerato l'allenatore siciliano, Giancarlo Marini rimane nel Parma come osservatore fino a quando, nel 2013, riceve la chiamata dal suo amico Eusebio Di Francesco, che aveva appena conquistato la storica promozione con il Sassuolo, proponendogli di far parte del suo staff fino al 2017. Nel 2009 allena il Vis Artena .Dal  2023 è collaboratore tecnico, mentre dal giugno 2025 assume la guida della Primavera del Frosinone